# Web-basierter Elektronischer Rechtsverkehr
Der web-basierte Elektronische Rechtsverkehr, kurz webERV ist eine seit 1. Jänner 2007 angebotene Dienstleistung des E-Justice oder E-Government der österreichischen Justiz. Er stellt eine Erweiterung des davor existierenden Dienstes Elektronischen Rechtsverkehrs dar und hat diesen im Jahr 2009 abgelöst. Es wird damit die papierlose elektronische Kommunikation mit österreichischen Gerichten ermöglicht. Hauptanwendung sind sogenannte Mahnklagen sowie Exekutionsanträge (Anträge zur Vollstreckung), Anträge an das Firmenbuch sowie Anträge an das Grundbuch.
Eine besondere Form der papierlosen Kommunikation mit österreichischen Gerichten wird auch für Sachverständige und Gerichtsdolmetscher durch den Dokumenteneinbringungsservice (DES) im Rahmen der Verfahrensautomation Justiz geboten. Während der ERV für Rechtsanwälte, Notare, Banken und Versicherungen grundsätzlich verpflichtend zu nutzen ist, haben Sachverständige das DES im Regelfall nicht verpflichtend zu nutzen, für Dolmetscher ist es grundsätzlich nur auf freiwilliger Basis zu verwenden.

## Ziel
Der webERV erlaubt es, über das Internet Schriftsätze bei österreichischen Gerichten einzubringen. Dies war auch bisher schon mittels des Vorgängsystems „Elektronischer Rechtsverkehr“ (ERV) möglich. Dieser basierte jedoch auf einer Einwahl-Verbindung mittels Modem und einem proprietären Kommunikationsprotokoll.
Der webERV soll die Möglichkeiten des ERV erweitern, auf den neuesten technisch Stand bringen und durch Benutzung gängiger Standards wie XML und HTTP den Umgang mit dem System, insbesondere die Implementierung und Wartung von Softwaresystemen dafür, vereinfachen.
Durch webERV soll folgendes ermöglicht werden:
- Senden (Einbringen) von Schriftsätzen bzw. Gesuchen bzw. Abringen im XML-Format an österreichische Gerichte
- Empfang von Zustellstücken im XML-Format von österreichischen Gerichten. Diese Zustellstücke werden "Rückverkehr" genannt.
- Der Zugang zu diesen Diensten über das öffentliche Internet
- Anmeldung am System mit digitalen Zertifikaten

## Rechtsgrundlage
Die Rechtsgrundlage des webERV, wie auch des bisherigen ERV, findet sich in § 89a ff Gerichtsorganisationsgesetz. Die Details sind in der ERV Verordnung 2006 (BGBl. II Nr. 481/2005 mit diversen Novellen) geregelt.
Die Rechtsanwaltsordnung sieht in § 9 Abs. 1a die Verpflichtung der Rechtsanwaltschaft zur Teilnahme am Elektronischen Rechtsverkehr vor.

## Technik
Die Kommunikation mit dem Server erfolgt mittels HTTP über das öffentliche Internet, wobei XML-Dokumente durch Webservices (teilweise basierend auf SOAP) übertragen werden. Die Übertragung ist mittels SSL verschlüsselt. Der Benutzer wird durch die elektronische Signatur mittels eines digitalen Zertifikates authentifiziert.
Der webERV stellt lediglich eine Schnittstelle zur Verfügung. Auf diese können Programme, typischerweise Kanzlei-Software in Anwaltskanzleien und Notariaten, zugreifen.

## Ausbaustufen
Zum Zeitpunkt der Inbetriebnahme war nur die Kommunikationsform Einbringer → Gericht und Gericht → Einbringer möglich. Einbringer steht hier für jene Person, welche elektronische Kommunikation mit Gerichten betreibt (z. B. Rechtsanwälte oder Notare, aber auch Rechtsabteilungen in großen Unternehmen und Forderungsbetreibungen). Als Ausbaustufe wurde ab 1. Juli 2008 die Kommunikationsform Anwalt → Anwalt in Betrieb genommen. Diese Kommunikationsform ist in Österreich als § 112 ZPO-Zustellung gesetzlich geregelt. Die § 112 ZPO-Zustellung wird zwar mit webERV-Technologie realisiert, aber vom Bundesministerium für Justiz nicht ausdrücklich als Bestandteil des webERV bezeichnet. Weiters dürfen ab 1. Juli 2008 Revisionsverbände, Steuerberater und andere Gruppen Jahresabschlüsse über den webERV an Firmenbuchgerichte übermitteln.
Als weitere Ausbaustufe ist seit 1. Februar 2009 das Grundbuchverfahren möglich. Per 1. November 2009 trat für Rechtsanwälte und Notare dafür eine Verwendungspflicht in Kraft. Ab Oktober 2011 ist die Verwendung des webERV auch für Banken und Versicherungen verpflichtend.
Weiters wurde auch das Europäische Mahnverfahren in den österreichischen webERV integriert und ist bei nationaler Anwendung für Rechtsanwälte verpflichtend zu nutzen.
Zudem werden ab Juli 2012 elektronische Verwaltungszustellungen in den ERV integriert, diese aber für keine Gruppe verpflichtend, sondern nur auf freiwilliger Basis.
Der Verfassungsgerichtshof ist seit Anfang April 2013 am ERV-System angeschlossen. Der ERV mit dem Bundesverwaltungsgericht wurde per 1. Oktober aufgenommen. Die Betriebsaufnahme mit dem Verwaltungsgerichtshof wird für November 2014 erwartet.
Eine verpflichtende Teilnahme für gesetzliche Sozialversicherungen gilt gesetzlich ab dem 1. Januar 2014.

## Privatwirtschaftliche Komponenten
Aufgrund einer Vereinbarung zwischen den ERV-Dienstleistungsunternehmen, den Herstellern von Rechtsanwaltssoftware, namhaften österreichischen Versicherungsunternehmen und den Rechtsanwaltskammern (vertreten durch deren Tochterunternehmen Archivium) ist es seit Mitte 2010 möglich, Schadenmeldungen und Deckungsanfragen von Rechtsanwälten an bestimmte Rechtsschutzversicherer zu senden.

## Sprachliches
Bei genauer sprachlicher Betrachtung ist die Bezeichnung webERV eigentlich irreführend, da dieser Kommunikationsdienst nicht im WWW angeboten wird, sondern über Webservice-(SOAP-/XML-) Mechanismen läuft. Das Justizministerium erwägt daher derzeit, von der Bezeichnung webERV zu ERV zurückzukehren. In der Praxis bei Gerichten und Rechtsanwälten etc. ist die Bezeichnung ERV für webERV bereits üblich.